# 王瀠
王瀠（1585年—？年），字帶如，號愚谷，山東青州府益都縣人，民籍。

## 生平
乙酉四月十一日生，行一，治《詩經》，由廩生中式己酉鄉試十名舉人，年二十五歲中式萬曆三十八年（1610年）庚戌科會試二十名，第三甲第一百五十二名進士。授吏部觀政，授大理寺評事，四十一年陞左寺副，四十三年陞戶部福建司員外郎，督山西寧武糧儲，本年陞本部浙江清吏司郎中，四十四年陞岳州知府。改太原知府，天启二年八月升山西宁武兵备副使，三年六月调河东道，升布政司右参政，告归。六年十月复除福建提学参政，以太仆寺少卿致仕。

## 著作
著有《愚谷集》。

## 家族
曾祖王寶〔以子王希顏封湯陰縣知縣〕；祖父王希哲〔貢生，授浙江鹽運司經歷〕；父王好敬〔廩生，封大理寺寺副〕；母鄭氏（勅贈孺人）。嚴侍下。兄王悛（舉人），弟王袞（廩生）。子王尊坦；王尊約；王尊素。